# جيمس إم. فريمان
جيمس إم. فريمان (بالإنجليزية: James M. Freeman)‏ هو عالم إنسان أمريكي، ولد في 1936.